# Drvo života
Drvo života označava u religiji drvo znanja koje povezuje Zemlju s nebom i predstavlja kartu božanskih kvaliteta.  Motiv se pojavljuje u brojnim svjetskim religijama i mitovima. U jevrejskoj Kabali, Drvo života predstavlja božansku protkanost svega fizičkog i nebeskog.
Kod starih Slovena Drvo života ili Drvo svjetlosti bilo je simbol života, nečega od čega je sve počelo. Stari Sloveni su vjerovali da nakon smrti njihove duše odlaze u stablo i tamo prebivaju ostatak vremena. Poštovanje stabla nastalo je još od vjerovanja da je čovjek nastao od drveta. Naši preci su poštovali stabla prvenstveno jer su vjerovali da se u drveću nalaze duše nekih njima bliskih pokojnika, te da ih taj pokojnik štiti. Analogna vjerovanja bila su razvijena i u nordijskoj (Drvo života nazivalo se Yggdrasil) kao i u germanskoj mitologiji.
Pored jevrejske Biblije, drvo života je simbolično opisano u Knjizi Otkrivenja kao: “I pokazao mi je čistu reku vode života, svetlu kao kristal, koja dolazi sa prestola Boga i Jagnjeta. Usred polja, sa obe strane reke, drvo života, koje dvanaest puta donosi plodove, daje svaki mesec svoj plod; i lišće stabla je za lečenje naroda ”(Otkrivenje 22: 1–2).
U zapadnom hrišćanstvu, Drvo Života je besprekorno stanje čovečanstva, slobodno od korupcije i prvobitnog greha, pre pada u greh. Papa Benedikt КSVI je rekao da je "krst pravo drvo života". Sveti Bonaventura je učio da plod lečenja sa Drveta Života predstavlja Isusa Hrista. S druge strane, Sveti Albert Veliki je učio da je Evharistija, telo i krv Hrista, plod stabla života.
U istočnom hrišćanstvu, drvo života je Božja ljubav. Isak Sirijac je govorio da je "nebo ljubav Božja, u kojoj uživanje svih blaženstava", i "drvo života je ljubav Božija"

## Literatura
- Faust, Viktoria, Hermetizam, Zagreb, 2003..  978-953-7127-05-3